# Бигараш
Бигараш (фр. Bugarach) насеље је и општина у јужној Француској у региону Лангдок-Русијон, у департману Од која припада префектури Лиму.
По подацима из 2011. године у општини је живело 200 становника, а густина насељености је износила 7,51 становника/km². Општина се простире на површини од 26,62 km². Налази се на средњој надморској висини од 427 метара (максималној 1.231 m, а минималној 340 m).

## Езотерицизам
Шездесетих и седамдесетих година двадесетог века, планина Пик де Бигараш постала је популарна међу хипицима. Касније, како је покрет хипика изгубио свој утицај, планину су почели посећивати припадници њу ејџ покрета. То је произишло из смотре да ова обрнута планина има мистичке моћи, што се касније проширило и у уверење да ће село бити поштеђено током смака света предвиђеног за 21. децембар 2012.
Припадници култа верују да ће ванземаљци који бораве у планини спасити људе коју одлуче да напусте Земљу са њима током апокалипсе. Број посетилаца селу се 2011. удвостручио, те достигао преко 20.000 за ту годину. Због могућности масовних самоубистава, француска владина агенција за секте и култове држала је село под надзором. Ипак, није дошло ни до апокалипсе, нити било које друге ескалације ситуације.

## Демографија
| 1962. | 1968. | 1975. | 1982. | 1990. | 1999. | 2011. |
| ----- | ----- | ----- | ----- | ----- | ----- | ----- |
| 111   | 156   | 125   | 144   | 153   | 176   | 200   |

График промене броја становника у току последњих година